# Parafia Świętej Rodziny w Augustowie
Parafia Świętej Rodziny w Augustowie – rzymskokatolicka parafia leżąca w dekanacie Augustów – MB Królowej Polski należącym do diecezji ełckiej.

## Proboszczowie
- ks. Kan. mgr Stanisław Wroński (od 24 grudnia 1994 do 31 lipca 2019)
- ks. Kan. dr Marek Janowski (od 1 sierpnia 2019)